# Wilnor Joseph
Wilnor Joseph (ur. 15 grudnia 1942) – haitański lekkoatleta, olimpijczyk.
Uczestnik Letnich Igrzysk Olimpijskich 1976 w Montrealu. Wziął udział w biegu na 800 m. W eliminacjach uzyskał wynik 2:15,26, który był wyraźnie najsłabszym rezultatem wśród 41 sklasyfikowanych zawodników – do zwycięzcy eliminacji stracił niemal 30 sekund, zaś do przedostatniego zawodnika prawie 18 sekund.